# Konyár
Konyár is een plaats (község) en gemeente in het Hongaarse comitaat Hajdú-Bihar. Konyár telt 2272 inwoners (2001).